# Лопес, Эмануэль
Ной Эмануэль Лопес (исп. Noé Emanuel Lopez; 22 февраля 1990 года, Комитан, штат Чьяпас, Мексика) — мексиканский боксёр-профессионал, выступающий во второй полулёгкой категории. Временный чемпион мира по версии WBA (2015—н. в.) во втором полулёгком весе.

## Биография
Родился 22 февраля 1990 года в городе Комитан (Мексика).

## Профессиональная карьера
Профессиональную карьеру боксёра Лопес начал в феврале 2011 года.
21 марта 2015 года состоялся бой Эмануэля Лопеса с колумбийским боксёром Карлосом Падилью, победив которого техническим нокаутом в 9-м раунде, Эмануэль завоевал титул временного чемпиона мира по версии WBA.
20 июня 2015 года состоялся бой Эмануэля Лопеса с панамским боксёром Роландо Жионо, победив которого техническим нокаутом в 10-м раунде, Эмануэль защитил титул временного чемпиона мира по версии WBA.

## Статистика профессиональных боёв
В таблице перечислены результаты всех поединков боксёров.
В каждой строке указан результат поединка. Дополнительно номер поединка обозначен цветом, который обозначает итог поединка. Расшифровка обозначений и цветов представлена в нижеследующей таблице.
| Пример | Расшифровка                     |
| ------ | ------------------------------- |
|        | Победа                          |
|        | Ничья                           |
|        | Поражение                       |
|        | Планируемый поединок            |
|        | Поединок признан несостоявшимся |
| КО     | Нокаут                          |
| ТКО    | Технический нокаут              |
| PTS    | Решение судей (по очкам)        |
| UD     | Единогласное решение судей      |
| MD     | Решение большинства судей       |
| SD     | Раздельное решение судей        |
| RTD    | Отказ от продолжения боя        |
| DQ     | Дисквалификация                 |
| NC     | Поединок признан несостоявшимся |

| Бой | Дата          | Соперник                    | Место проведения  | Раундов     | Примечание                                                                       |
| --- | ------------- | --------------------------- | ----------------- | ----------- | -------------------------------------------------------------------------------- |
| 25  | 26 марта 2016 | Хуан Хосе Мартинес (24-2-0) | Мехико, Мексика   | UD (10)     | Счёт: 92-98, 94-97, 94-96.                                                       |
| 24  | 20 июня 2015  | Роландо Жионо (17-5-0)      | Комитан, Мексика  | TKO 10 (12) | Защитил титул временного чемпиона мира по версии WBA во втором полулёгком весе.  |
| 23  | 21 марта 2015 | Карлос Падилью (15-1-1)     | Тапачула, Мексика | TKO 9 (12)  | Завоевал титул временного чемпиона мира по версии WBA во втором полулёгком весе. |